# Deiffelt (Luxemburg)
Deiffelt (en luxemburguès: Deewelt; alemany:  Deiffelt) és una vila de la comuna de Wincrange, situada al districte de Diekirch del cantó de Clervaux. Està a uns 52 km de distància de la ciutat de Luxemburg.

## Història
Abans de l'1 de gener de 1978 Deiffelt va formar part de l'antiga comuna de Boevange.